# Isa Boletini
Isa Boletini, född 15 januari 1864 i byn Boletin i Kosovo, död 23 januari eller 24 januari 1916 i Podgorica i Montenegro, var en albansk upprorsledare. Han var en av ledarna i den albanska revolten 1910 i Kosovo och deltog i kampen mot osmanerna, serberna och montenegrinerna.

## Biografi

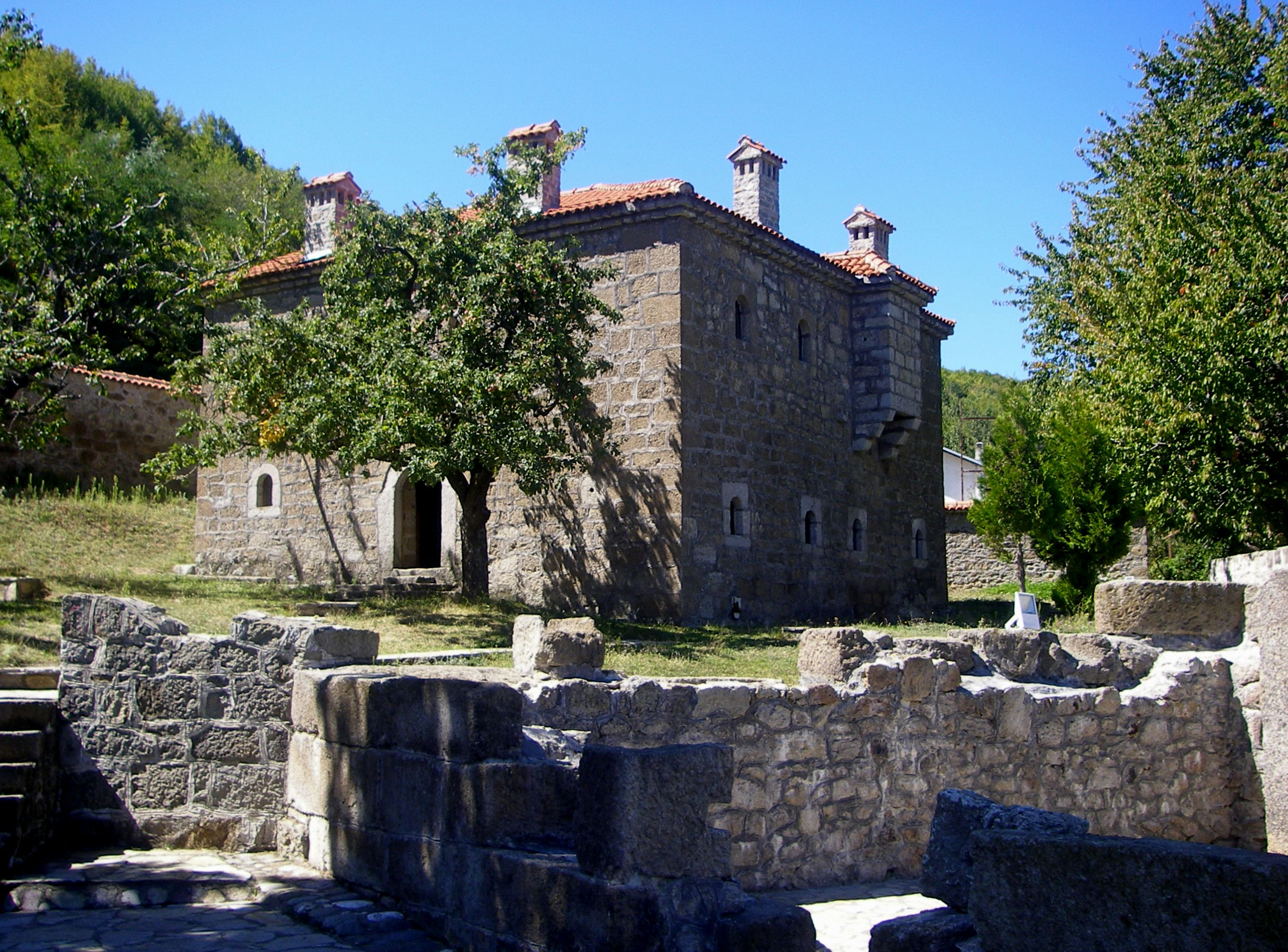
Isa Boletinis hus i ruiner.

Boletini föddes i byn Boletin, nära Mitrovica i Osmanska riket, nuvarande Kosovo. Han föddes i en rik familj som ägde en gruva i norra Kosovo som vid slutet av 1800-talet hade runt 200 anställda. Han var son till Adem Murseli och Aisha. I ung ålder gick han tillsammans med sin bror Ahmet med i Prizrenförbundet och stred sedan i slaget vid Slivova den 22 april 1881. År 1899 deltog Boletini i grundandet av Prizrenförbundets efterföljare Pejaförbundet som då leddes av Haxhi Zeka, också en före detta medlem i Prizrenförbundet. Båda sammanslutningarna hade samma mål (att uppnå självständighet för hela Osmanska Albanien). År 1900 upphörde förbundet helt sina aktiviteter efter sammanstötningar mot osmanska styrkor. 
Efter oroligheterna i norra Kosovo åren 1900 till 1902 ville Ryssland öppna ett konsulat i Mitrovica, men stoppades av Boletini. Efter påtryckningar från Ryssland, arresterades han av de osmanska myndigheterna och skickades till Istanbul. I stället för att fängsla honom gjorde sultanen Abd ül-Hamids Boletini till chef över livvakten mellan 1902 och 1906. Under de åren fick han hederstiteln bej som motsvarar idag på turkiska engelskans sir och mister. 1906 återvände han till Mitrovica där han fick en post som officer för den lokala milisen. Boletini var först lojal mot sultanen men bytte sida och gav sitt stöd till ungturkarna under revolutionen 1908 efter löften om att albanerna skulle få självstyre. Samma år startade dock ett uppror i Kosovo och ungturkarna skickade en armé på 7000 man ledda av Xhavid Pascha för att slå ned revolten. De möttes av starkt motstånd från Boletini och hans män, och som svar på motståndet brände ungturkarna ner hans hus som hämnd. År 1909, efter att de albanska ledarna insett att de hade blivit lurade av ungturkarna, startades en ny revolt i Kosovo som Boletini deltog i och den här gången gav han sitt stöd till sultanen.

### Revolter och självständighetsförklaringen
Under de första månaderna år 1910 försökte Isa Boletini samla albanerna för ett nytt uppror genom att övertyga de albanska klaner som flytt till Montenegro 1909 efter det misslyckade upproret. Under tiden hade en ny skatt på råvaror införts. Det gillades inte av det albanska folket. Deras ledare träffades i Ferizaj och svor en ed att gå samman mot osmanerna. Strax efteråt attackerade Boletinis styrkor osmanerna i Pristina och Ferizaj. Den osmanska regeringen förklarade genast krig och skickade en första armé om 16 000 man ledda av Shefqet Turgut Pasha och sedan en andra om 14 000 man för att dämpa revolten. Efter att turkarna intagit Kaçanik från Idriz Seferi anföll de Boletinis styrkor i byn Caraleve som blockerade vägen till Prizren. Man höll stånd i två dagar innan man var tvungen att retirera.
Under upproret 1912 mot osmanerna, beslöt albanerna att etablera en självständig stat den 28 november 1912. Boletini spelade en viktig roll i upproret som en av deltagarna i mötet i byn Junik nära Gjakova den 20 maj 1912, där de albanska ledarna svor en ed att slåss mot ungturkarna. Efter flera överraskande segrar skickade Hasan Prishtina en lista på krav till osmanerna. Under tiden man väntade på svar belägrade och intog Boletini mellan den 12 och 15 augusti Skopje tillsammans med Bajram Curri, Idriz Seferi och Riza Gjakova Efter det hotade han med att marschera vidare mot Bitola och Thessaloniki.

### Londonkonferensen

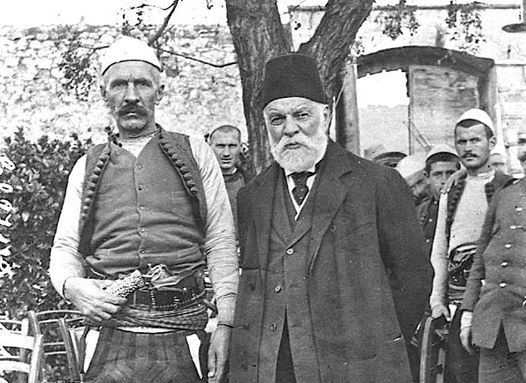
Boletini tillsammans med Ismail Qemali, en av deltagarna vid Londonkonferensen.

Isa Boletinis bidrag var viktigt för att stärka och bevara den nya statsbildningen och han medverkade i den albanska delegationen vid Londonkonferensen 1913. Delegationen ville att Kosovo skulle stanna inom Albaniens gränser men stormakterna godkände bara utlämnandet av en tredjedel av det begärda territoriet. Boletini uppträdde i traditionella albanska kläder och uppfattades som stor och välbyggd av engelsmännen. Han fick många vänner som visade honom runt i London.
Liksom många albaner valde Boletini att aldrig lämna ifrån sig sitt vapen. Trots det lämnade han ifrån sig sin pistol till den brittiska säkerhetspolisen när han trädde in i utrikesdepartementets byggnad för att förhandla. Efter mötet kommenterade Sir Edward Grey, Storbritanniens utrikesminister med ett leende på läpparna: General, tidningarna kanske skriver imorgon att Isa Boletini, som inte ens Mahmut Shefqet Pasha kunde avväpna, just avväpnades i London. Boletini svarade med ett brett leende, Nej, nej, inte heller i London, varvid han drog en annan pistol ur fickan.

### Bondeupproret

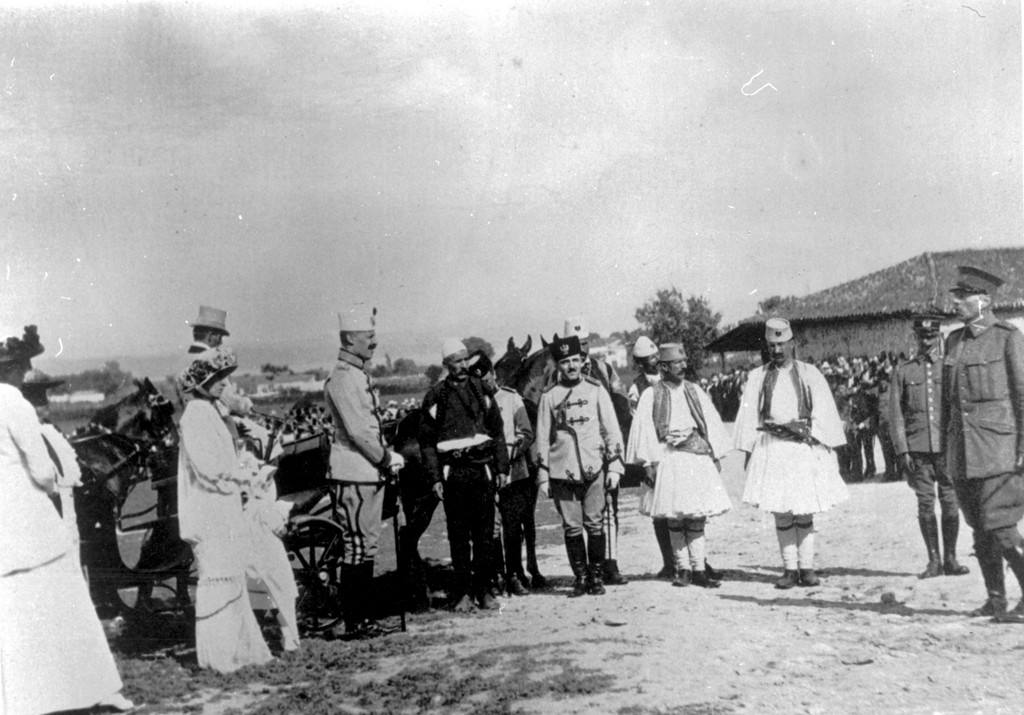
Boletini med svarta kläder, vänster om honom Wilhelm av Wied och gendarmeriet i bakgrunden.

Den 6 februari 1914 mottog Wilhelm av Wied den albanska kronan och landsteg i Durrës den 7 mars samma år. Baserat på Londonfördraget skulle stormakterna upprätta ett internationellt gendarmeri för att säkra  den allmänna ordningen och säkerheten i Albanien. Två månader senare startades ett uppror mot Wilhelm i centrala Albanien. Boletini och hans män stödde det internationella gendarmeriet och Wilhelm. Den 3 september samma år hade upproret följts av andra politiska kriser och Wilhelm valde att lämna landet.

### Död och eftermäle

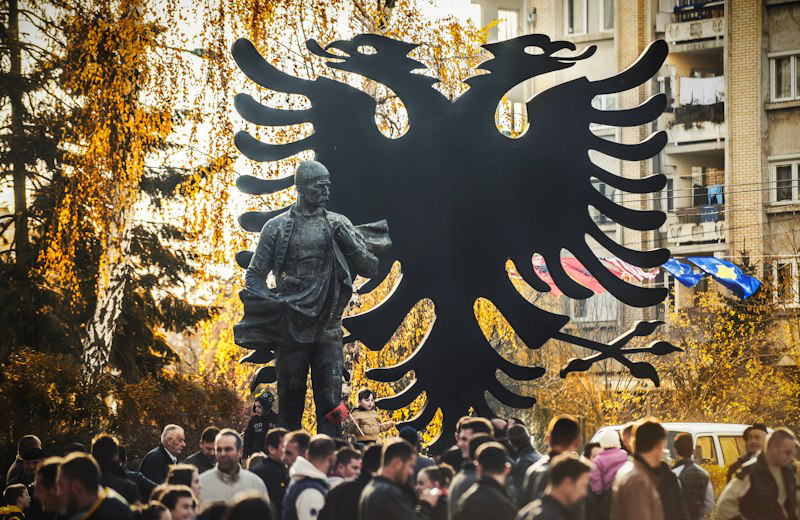
Staty på Boletini i Mitrovica.

Den 24 eller 23 januari 1916 blev Boletini och flera av hans släktingar skjutna i Podgorica.
Några av Boletinis kännetecken var att han alltid klädde sig i traditionell dräkt och ofta bar den albanska mössan plis. Ett av hans mest berömda citat är: "Jag mår bra när Albanien mår bra". År 2004 hedrades han postumt av Kosovos president Ibrahim Rugova med den förnäma orden "Kosovos hjälte". Ett flertal skolor och gator bär hans namn både i Albanien och Kosovo. Boletinis hemby är idag en turistattraktion och ett museum till hans ära har inrättats i byn.
År 1998 flyttade man hans kvarlevor från Podgorica, där han begravts 1916, till Mitrovica för förvaring i stadens moské. Efter oroligheter i norra Mitrovica 2011 flyttades hans kvarlevor igen, nu till Pristina där de kom att förvaras till 2015. Man kunde inte besluta var man skulle begrava honom och till slut bestämde man sig för Vlora, staden där Albaniens självständighetsförklaring utropats. Efter negativa reaktioner från många Kosovoalbaner beslutade man sig slutligen för att begrava honom i hembyn Boletin i norra Mitrovica.
Under fotbollsmatchen mellan Serbien och Albanien den 14 oktober 2014 flögs en fjärrstyrd drönare in i stadion med en bild på Storalbanien, Ismail Qemali och Isa Boletini. Det ledde till tumult på planen och läktarna varvid matchen blåstes av.